# Europsko prvenstvo u košarci za žene – Češka 2017.
Europsko prvenstvo u košarci za žene – Češka 2017. je 36. izdanje europskog košarkaškog prvenstva za žene koje će se održali od 16. lipnja do 27. lipnja 2017. u Češkoj, u Pragu i Kraljičinu Gradcu.